# Dunmore East
Dunmore East (irisch An Dún Mór Thoir) ist ein kleines Fischerdorf im Südosten der Republik Irland. Es liegt in der Nähe von Waterford am Atlantik und ist im Gegensatz zu Tramore, welches etwas weiter westlich an der Küste liegt, wesentlich ursprünglicher und reizvoller. Zudem liegt es in der so genannten Baronie Gaultier, welches von dem irischen Gáll Tír abstammt und mit das Land der Fremden übersetzt werden kann. Der Name verweist damit auf aus Frankreich kommende normannische Siedler, welche sich in der Gegend niedergelassen hatten.
Das Dorf liegt in einem Tal und zieht sich über die eine kleine Bucht mit Kiesstrand umgebenden Klippen. Der Fischerhafen wurde in einer benachbarten Bucht errichtet. Am Eingang zum wesentlich größeren Hafen von Waterford gelegen, hat man bei entsprechendem Wetter Sicht auf die gegenüberliegende Halbinsel Hook Head und den gleichnamigen ältesten Leuchtturm Irlands.
Durch Restriktionen zum Bestandsschutz wird die Fischerei der Stadt momentan stark eingeschränkt. Zum Ausgleich wurde 2005 ein Ausbau des Touristikbereichs beschlossen.

## Geschichte
Das Entrance Grave von Harristown liegt an der Ostseite einer Anhöhe, die als "Carrick a Dhirra" bekannt ist, etwa 3,9 km von Dunmore East.
Die Gründung der Stadt Dunmore East ist ungeklärt. 1640 ließ Lord Power of Curraghmore, der viele Besitztümer in der Gegend hatte, auf den Klippen oberhalb des kleinen Strandes des Dorfes ein Schloss bauen. In der Mitte des darauffolgenden Jahrhunderts verfiel das Schloss jedoch, so dass heute von den Ruinen nur noch ein Turm erhalten ist.
1824 wurde Dunmore East bereits als romantisches Fischerdorf mit strohbedeckten Hütten beschrieben. Auch heute sind diese Bauwerke nicht vollständig verschwunden.
1814 wandelte sich das Stadtbild ein wenig, als der schottische Ingenieur Alexander Nimmo mit dem Bau eines neuen Hafens zur Erleichterung des Postverkehrs zwischen England und Irland beauftragt wurde. Zuvor mussten die Schiffe dem gewundenen Flussverlauf bis Waterford folgen. Mit dem Aufkommen der Dampfschiffe verlor der Hafen wieder zugunsten von Waterford an Bedeutung, da die Schiffe mit Hilfe der neuen Technik leichter manövrieren konnten und von den Gezeiten unabhängig wurden. Der Hafen von Dunmore entwickelte sich daraufhin zu einem bedeutenden Fischereihafen.